# Thecla septentrionalis
Thecla septentrionalis är en fjärilsart som beskrevs av Percy I. Lathy 1926. Thecla septentrionalis ingår i släktet Thecla och familjen juvelvingar. Inga underarter finns listade i Catalogue of Life.